# خوان ماريا بوردابيري
خوان ماريا بوردابيري (بالإسبانية: Juan María Bordaberry) (و. 1928 – 2011 م) هو سياسي من الأوروغواي ولد في مونتيفيديو. تولى رئاسة البلاد بعد انقلاب عسكري.

## روابط خارجية
- خوان ماريا بوردابيري على موقع الموسوعة البريطانية (الإنجليزية)
- خوان ماريا بوردابيري على موقع مونزينجر (الألمانية)
- خوان ماريا بوردابيري على موقع إن إن دي بي (الإنجليزية)